# John Maddox Roberts
John Maddox Roberts (Ohio, 25 juni 1947 – Estancia (New Mexico), 23 mei 2024) was een Amerikaans schrijver van fantasy, sciencefiction en historische fictie-boeken. Zijn bekendste werk is de SPQR-serie, die zich afspeelt ten tijde van het Romeinse Rijk.
Maddox Roberts overleed op 23 mei 2024 op 76-jarige leeftijd.

### Spacer serie
- 1979 - Space Angel
- 1988 - Window of the Mind

### Falcon serie
- 1982 - The Falcon Strikes
- 1982 - The Black Pope
- 1982 - The Bloody Cross
- 1983 - The King's Treasure

### Cingulum serie
- 1985 - The Cingulum
- 1985 - Cloak Of Illusion
- 1988 - The Sword, The Jewel, and The Mirror

### Conan de Barbaarserie
- 1985 - Conan the Valorous
- 1987 - Conan the Champion
- 1988 - Conan the Marauder
- 1989 - Conan The Bold
- 1991 - Conan the Rogue
- 1994 - Conan and the Manhunters
- 1994 - Conan and The Treasure Of Python
- 1995 - Conan and the Amazon

### Stormlands serie
- 1990 - The Islander
- 1991 - The Black Shields
- 1992 - The Poisoned Lands
- 1993 - The Steel Kings
- 1994 - Queens of Land and Sea

### Gabe Treloar serie
- 1994 - A Typical American Town
- 1996 - Ghosts of Saigon
- 1997 - Desperate Highways

### Dragonlance serie
- 1996 - Dragonlance Universe - Murder In Tarsis

### SPQR serie
- 1990 - SPQR
- 1991 - The Catiline Conspiracy
- 1992 - The Sacrilege
- 1999 - The Temple Of The Muses
- 1999 - Saturnalia
- 2001 - Nobody Loves A Centurion
- 2003 - The Tribune's Curse
- 2004 - The River God's Vengeance
- 2005 - The Princess and the Pirates
- 2006 - A Point in Law

### Hannibal serie
- 2002 - Hannibal's Children
- 2005 - The Seven Hills

### Romans
- 1977 - The Strayed Sheep Of Charun
- 1983 - Cestus Dei
- 1983 - King Of The Wood
- 1985 - Act Of God
- 1987 - The Island Worlds
- 1988 - Between The Stars
- 1989 - The Enigma Variations
- 1990 - Delta Pavonis
- 2000 - Legacy of Prometheus

- Bibsys: 13029972
- Biblioteca Nacional de España: XX1222836
- Bibliothèque nationale de France: cb12331077d (data)
- Gemeinsame Normdatei: 118091085
- International Standard Name Identifier: 0000 0001 1182 9795
- Library of Congress Control Number: n82108930
- Nationale Bibliotheek van Letland: 000063945
- Bibliotheek van het Japanse parlement: 00473866
- Nationale Bibliotheek van Tsjechië: xx0015967
- Nationale bibliotheek van Australië: 35729217
- Nationale Bibliotheek van Israël: 987007312972305171
- Nationale Bibliotheek van Polen: a0000001163497
- Nationale en Universitaire bibliotheek Zagreb: 000450922
- Nederlandse Thesaurus van Auteursnamen: 124676928
- Réseau des bibliothèques de Suisse occidentale: 02-A003751267
- SNAC: w61g3j32
- Système universitaire de documentation: 032241585
- Trove: 1061087
- Virtual International Authority File: 100287498
- WorldCat: E39PBJr3qD3K8BKHcKGYyjvrbd